# كليفورد وتنجام بيرز
كليفورد وتنجام بيرز (بالإنجليزية: Clifford Whittingham Beers)‏ (1293-1362هـ/1876-1943م) هو مؤسس حركة الصحة النفسية في الولايات المتحدة. صاحب كتاب «عقل وجد نفسه» (بالإنجليزية: A Mind That Found Itself)‏، يتحدث فيه عن حالته العقلية عندما كان نزيلا ً في أحد مستشفيات الأمراض العقلية. ترمي الحركة التي أنشأها والتي ظفرت بتأييد علماء الطب العقلي إلى الوقاية من الأمراض النفسية والعقلية.

## روابط خارجية
- كليفورد وتنجام بيرز على موقع الموسوعة البريطانية (الإنجليزية)